# Тургенева, Анна Алексеевна
Анна (Ася) Алексеевна Тургенева (в замужестве Бугаева, 1890—1966) — русская художница и скульптор из рода Тургеневых. Первая жена Андрея Белого, прототип Кати в его романе «Серебряный голубь». Активистка антропософского движения.

## Биография
Родилась 12 мая 1890 года в Московской губернии в семье тульского помещика Алексея Николаевича Тургенева (1862–1906) и его жены Софьи (1868–1943), дочери Н. А. Бакунина и внучки знаменитого полководца Муравьёва-Карского. Отец называл дочь Асей в честь героини повести своего родственника И. С. Тургенева. Сёстры — Наталья Поццо и Татьяна (1896—1966, жена С. М. Соловьёва), брат Михаил (1901—1939). Марина Цветаева, посвятившая сёстрам стихотворение «Осуждённые», говорила:

«О сёстрах Тургеневых шла своя отдельная легенда. Двоюродные внучки Тургенева, в одну влюблён поэт Сережа Соловьёв, племянник Владимира, в другую — Андрей Белый, в третью пока никто, потому что двенадцать лет, но скоро влюбятся все».

Юность Анна провела в Москве, где получила начальное художественное образование. Мать, разойдясь с Тургеневым, вышла замуж за лесничего Владимира Константиновича Кампиони (г.р. 1873), который владел на Волыни имением Боголюбы, где впоследствии подолгу жила и Ася с мужем. Сестры отказались жить в провинции с матерью и отчимом, и их воспитанием по просьбе матери занималась её двоюродная сестра — камерная певица Мария Оленина-д’Альгейм.
А.Тургенева в 1906—1908 гг. училась в Париже у художника-символиста Луиса Хоукинса, в 1909—1910 гг. — в Брюсселе у гравера Августа Данса. 
В 1909 году в Москве Анна Тургенева познакомилась с Андреем Белым; стала его спутницей, они путешествовали по Европе и Ближнему Востоку (Египет, Палестина, Иерусалим). Гражданский брак был заключён в Берне только 23 марта 1914 года; от церковного венчания отказались по идейным соображениям.
Поселившись с мужем в Дорнахе (близ Базеля), Анна Бугаева вошла в круг Рудольфа Штейнера и вступила в возглавляемую им антропософскую общину. В круг её общения также входили Маргарита Сабашникова и её муж Макс Волошин. После начала Первой мировой войны Андрей Белый вернулся в Россию, а Анна осталась в Швейцарии. В 1921 супруги встретились в Берлине, но их брак вскоре распался: Анна предпочла Белому имажиниста Александра Кусикова.
Дальнейшая жизнь Анны Тургеневой преимущественно прошла в Швейцарии. Она занималась украшением Гётеанума, рисовала пейзажи и портреты в технике офорта и сухой иглы, иллюстрировала собственные сочинения и книги других авторов. Участвовала в выставках в Дорнахе (1930—1940) и Базеле (1940). В 1935—1960 годах читала лекции по эстетике и вела курсы по истории искусства. Посещала Францию — в 1948 и 1951 годах выступала в Париже с докладами в Русском антропософском обществе.
В последние годы жизни тяжело болела и находилась на попечении своей племянницы Марии Поццо (1911—1990). Умерла 16 октября 1966 года в швейцарском Арлесхайме. Четыре года спустя в Москве умерла её тётка — Мария Оленина.
Другие племянники (дети сестры Татьяны): 
- от брака с Сергеем Михайловичем Соловьевым — Наталья Сергеевна Соловьева (1913—1995)[11] и Ольга Сергеевна Соловьева (1916—2001);
- от брака с Гурием Евпловичем Амитировым (1892—1964), педагогом, учителем словесности — Алексей Гурьевич Амитиров-Тургенев (1923—? после 1947) и Юрий Гурьевич Амитиров-Тургенев (1927—1997)[12]

Единоутробная сестра (дочь матери от второго брака) — Варвара Владимировна Кампиони (1906—1988, Лондон), ее муж — хирург Леон Цёге фон Мантейфель. 